# Cubeto de retención
El cubeto de retención es un recipiente completamente estanco. Se utiliza para recoger posibles derrames o vertidos durante el almacenamiento o el trasvase de productos químicos peligrosos evitando así la contaminación del medio ambiente. La capacidad de retención de un cubeto debe ser el 10 % del volumen de los recipientes depositados sobre el mismo y, en cualquier caso, el volumen del recipiente mayor.

## Materiales de fabricación
El cubeto de retención debe ser resistente al tipo de derrame que va a contener: cubeto de plástico para derrames de líquidos corrosivos; cubetos de acero para productos inflamables y acero inoxidable para productos químicos corrosivos e inflamables al mismo tiempo. 
A los cubetos se les puede equipar con rejillas, patas, soporte elevador para trasvase, rampas y bandejas porta jarras.

## Normativa
En octubre del 2017 entró en vigor el Real Decreto 656/2017, de 23 de junio, por el que se aprueba el Reglamento de Almacenamiento de Productos Químicos (APQ) y sus Instrucciones Técnicas Complementarias MIE APQ 0 a 10. Para garantizar el cumplimiento de la normativa en vigor, los cubetos cubetos deben estar homologados y certificados.